# 범어사 비로자나불회도
범어사 비로자나불회도(梵魚寺 毘盧舍那佛會圖)는 부산광역시 금정구 범어사에 보존되어 있는 그림으로, 비로자나불을 중심으로 여러 보살들과 제자상들을 그린 불화이다. 2003년 9월 16일 부산광역시의 문화재자료 제13호로 지정되었다.

## 개요
범어사에 보존되어 있는 그림으로, 비로자나불을 중심으로 여러 보살들과 제자상들을 그린 비로자나불회도이다.
이 비로자나불회도는 비단 바탕에 채색하여 그려진 것으로, 화면은 중앙에 크게 강조된 비로자나불 본존을 중심으로 여러 보살들과 제자상들이 배치되어 있다. 본존의 육신부는 황백토를 바르고, 육신선은 가는 담묵선으로 처리하였다. 가사는 주색을 바르고 그 위에 백색으로 원화문(圓花文)과 소형화문(小形花文)을 흩뜨리고 있다. 본존의 머리와 몸 뒤에는 부처의 몸에서 나오는 빛을 상징하는 광배(光背)가 각각 원형으로 표현되어 있다. 한편 권속들 중 얼굴의 표현에 있어서 눈동자가 생략되거나 입술색 표현에 미완성 인물들이 다소 보이는데, 아마도 안료가 박락되어 하묘선이 노출되었기 때문으로 추정된다. 하늘 부분은 바탕이 상당히 떨어져 나간 상태이며, 구름무늬는 자색과 녹청색을 주로 사용하였다.
화면 아랫부분의 중앙에 그림의 내력을 기록한 화기(畵記)가 있는데 아랫부분은 바탕이 떨어져 나갔으며, 화기 부분도 박락이 심한 편이다.
범어사 비로자나불회도는 섬세한 인물 묘사와 녹청·주색 위주의 선명한 색채 등이 돋보이는 조선후기 작품으로, 특히 19세기 각 도상들의 흐름을 연결하는 작품으로 가치가 있다.

## 같이 보기
- 범어사

## 참고 자료
- 범어사비로자나불회도 - 국가유산청 국가유산포털